# Harttia leiopleura
Harttia leiopleura és una espècie de peix de la família dels loricàrids i de l'ordre dels siluriformes.
Poden assolir 5,7cm de longitud. Es troba a Sud-amèrica.